# Esenbeckia pentaphylla
El Hokab o Esenbeckia pentaphylla  es una especie de planta en la familia Rutaceae. 

## Descripción
Es un árbol que alcanza un tamaño de 6–15 m de alto, perennifolios (?). Folíolo terminal oblanceolado (elíptico), de 13–23 cm de largo y 5.5–8 cm de ancho, ápice acuminado o agudo, base cuneada y decurrente con peciólulo 5–10 mm de largo, margen entero, glabro, cartáceo; pecíolo 5–9 cm de largo, no alado. Inflorescencia más corta o tan larga como las hojas, 10–25 (–36) cm de ancho, con numerosas flores de 8 mm de diámetro; sépalos ovados, 1–1.5 mm de largo y 1.5–2 mm de ancho, ápice redondeado, aplicado-estrigulosos abaxialmente; pétalos caedizos, ovados o subelípticos, 3.7–4 mm de largo y ca 2 mm de ancho, ápice redondeado, estrigulosos abaxialmente, blancos; filamentos 3.5–4 mm de largo; carpelos ornamentados con numerosas protuberancias en la superficie dorsal superior. Fruto 3–3.5 cm de largo y 3.5–5 cm de ancho, cada mericarpo con una punta gruesa y prominente de 5–7 mm de grueso en la superficie dorsal superior y protuberancias irregulares adicionales, glabro pero densamente piloso cuando inmaduro, gris-verde; semilla 1 por mericarpo, con forma de lágrima oblicua, con rostro encorvado en el ápice, 15–19 mm de largo y 8–9 mm de ancho, glabra.

## Distribución y hábitat
Originaria de Nicaragua a Colombia y Jamaica. Habita en clima cálido desde el nivel del mar hasta los 30 m de altitud, asociada a bosques tropicales subcaducifolio y perennifolio.

## Propiedades
En Quintana Roo se aplica la raíz de forma tópica para los dolores de cabeza. Esta misma parte de la planta se usa para ciertas enfermedades culturales como los malos vientos.

## Taxonomía
Esenbeckia pentaphylla fue descrita por (Macfad.) August Heinrich Rudolf Grisebach  y publicado en Flora of the British West Indian Islands 135. 1859.
Etimología
Esenbeckia: nombre genérico que fue otorgado en honor del naturalista alemán Christian Gottfried Daniel Nees von Esenbeck (1776 - 1858).
pentaphylla: epíteto latíno que significa "con cinco hojas".
Sinonimia
- Esenbeckia pentaphylla subsp. pentaphylla
- Galipea pentaphylla Macfad.

subsp. belizensis (Lundell) Kaastra
- Esenbeckia belizensis Lundell	[5]